# Le Bec Hellouin
Le Bec Hellouin település Franciaországban, Eure megyében. Lakosainak száma 378 fő (2022. január 1.). Le Bec Hellouin Malleville-sur-le-Bec, Bosrobert, Brionne, Calleville és Pont-Authou községekkel határos.

## Népesség
A település népességének változása:
| Lakosok száma | 566  | 470  | 434  | 413  | 419  | 413  | 396  | 396  | 402  | 378  |
|               | 1968 | 1982 | 1990 | 2006 | 2013 | 2015 | 2017 | 2019 | 2020 | 2022 |